# Sarina Heirbaut
Sarina Heirbaut (26 maart 1977) is een Belgisch voetbalspeelster.
Ze speelde met Anderlecht de bekerfinale in 2008. Van Anderlecht ging ze naar Waasland Beveren-Sinaai Girls.
In seizoen 2006-07 was Heirbaut topscoorder van de Eerste Klasse.

## Statistieken
| Seizoen | Club             | Land   | Competitie      | Wedstrijden | Doelpunten |
| ------- | ---------------- | ------ | --------------- | ----------- | ---------- |
| 2012/13 | SV Zulte Waregem | België | BEL             |             |            |
| 2020/21 | SV Zulte Waregem | België | Super League 11 | –           | –          |
| Totaal  | Totaal           | Totaal | Totaal          | –           | –          |

Laatste update: september 2020